# Жупієва-В'язова Олена Павлівна
Олена Павлівна Жупієва-В'язова (колишні прізвища — Дершан, Скачкова; нар. 18 квітня 1960) — радянська та українська легкоатлетка, яка спеціалізувалась в бігу на довгі дистанції, бронзова олімпійська призерка (1988) та срібна призерка чемпіонату світу (1987) з бігу на 10000 метрів. Рекордсменка України з напівмарафону (1996).

## Основні міжнародні виступи
| Рік  | Змагання                         | Місто     | Місце   | Дисципліна | Примітки |
| ---- | -------------------------------- | --------- | ------- | ---------- | -------- |
| 1986 | Чемпіонат Європи                 | Штутгарт  | 6       | 3000 м     |          |
| 1986 | 6                                | 10000 м   |         |            |          |
| 1987 | Чемпіонат світу                  | Рим       | 2       | 10000 м    |          |
| 1987 | Чемпіонат світу з шосейного бігу | Монако    | 25      | 15 км      |          |
| 1988 | Олімпійські ігри                 | Сеул      | 3       | 10000 м    |          |
| 1991 | Чемпіонат світу з шосейного бігу | Неймеген  | 17      | 15 км      |          |
| 1992 | Чемпіонат Європи в приміщенні    | Генуя     | 4       | 3000 м     |          |
| 1992 | Олімпійські ігри                 | Барселона | 2забDNF | 10000 м    |          |
| 1992 | Континентальний кубок            | Гавана    | 4       | 10000 м    |          |
| 1996 | Кубок Європи                     | Мадрид    | 4       | 5000 м     |          |
| 1997 | Кубок Європи                     | Мюнхен    | 5       | 5000 м     |          |